# Wertschöpfungsabgabe
Eine Wertschöpfungsabgabe ist eine Steuer bzw. Abgabe, die an die Wertschöpfung in einem Unternehmen anknüpft und an Stelle der derzeitigen Sozialversicherungsbeiträge erhoben würde.

## Zielsetzung
Die Abgaben für die Sozialversicherung, also auch die vom Arbeitgeber zu entrichtenden Anteile, werden (in Deutschland) als ein prozentualer Anteil vom Bruttolohn (begrenzt durch die Beitragsbemessungsgrenze) erhoben. Diese Berechnungsgrundlage belastet aber einseitig den Produktionsfaktor Arbeit bei der Finanzierung der Sozialversicherung und erschwert daher tendenziell die Schaffung neuer Arbeitsplätze. Mit einer Wertschöpfungsabgabe soll die Bemessungsgrundlage für Sozialabgaben verbreitert und Kapitaleinkommen für die Finanzierung der Sozialversicherung herangezogen werden.
Die Wertschöpfungsabgabe weist Ähnlichkeiten zur Wertschöpfungsteuer auf, die ebenfalls die Wertschöpfung als Bemessungsgrundlage verwendet. Die Wertschöpfungsteuer wird jedoch als Alternative zur Gewerbesteuer diskutiert.

## Berechnung
Um eine Belastung der Faktoren nach ihrem Beitrag zur Wertschöpfung des Betriebes zu erzielen, wurde vorgeschlagen, die Wertschöpfung eines Unternehmens als Bemessungsgrundlage zu nehmen. Unter der Wertschöpfung eines Unternehmens versteht man den durch die Unternehmenstätigkeit erzielten Zuwachs an Werten des Endprodukts über die Werte der Ausgangsprodukte.
Die Berechnung kann additiv oder subtraktiv erfolgen. Das einfachste Verfahren ist die subtraktive Methode. Bei dieser werden vom Umsatz des Unternehmens die Summe der gegenständlichen Vorleistungen, die über den Markt bezogen werden, abgezogen (daher Differenzmethode). Der verbleibende Betrag ist die Bruttowertschöpfung des Betriebes.

## Wertschöpfungsabgabe in der Politik
In Deutschland wurde sie erstmals durch den Arbeitsminister Ehrenberg in der sozialliberalen Koalition Ende der 1970er-Jahre ins Gespräch gebracht. Abwertend wurde dieser Ansatz einer alternative Bemessungsgrundlage für die Sozialversicherungsabgaben als „Maschinensteuer“ oder „Maschinenbeitrag“, neutraler als „Automatisierungssteuer“ bezeichnet. Das Konzept der Bürgerversicherung, das SPD, Grüne und Linkspartei seit langem fordern, fußt auf dem Prinzip der Wertschöpfungsabgabe mit einer breiten Bemessungsgrundlage, bei der weitere Einkommensarten und nicht nur Löhne und Gehälter einbezogen werden. Die Forderung nach dem Einbezug aller Einwohner in die Bürgerversicherung ist davon unabhängig zu sehen.
In Österreich wurde die Wertschöpfungsabgabe in den 1980er-Jahren vom damaligen Sozialminister Alfred Dallinger vorgeschlagen. Sie sollte die durch zunehmende Verlagerung von personalintensiver Produktion hin zur Automatisierung verbundenen Abgänge in der Sozialversicherung ausgleichen. Der SPÖ-Kanzler Christian Kern plädierte 2016 ebenfalls für die Einführung einer Wertschöpfungsabgabe.

## Theorien
Da die Wertschöpfungsabgabe den Faktor Kapital in die Bemessung der Sozialabgaben einbezieht, wird dieser stärker von Abgaben betroffen als ohne Wertschöpfungsabgabe. Dies führt zu einer Verringerung der Kapitalbildung und daher in der Zukunft auch zu einer Dämpfung der Nachfrage nach Arbeit. Die Frage lautet, ob der Saldo der kurzfristigen Erhöhung der Arbeitsnachfrage durch die so erzielte Senkung der Lohnnebenkosten und die langfristige Verringerung der Arbeitsnachfrage durch eine Dämpfung beim Aufbau des Kapitalstocks positiv oder negativ sind. Krelle u. a. sind bei Modellrechnungen mit dem Bonner Modell 11 zu der Auffassung gelangt, dass der langfristige Rückgang der Arbeitsnachfrage schwerer wiegt als die kurzfristige Ausweitung aufgrund der Kostensenkung.
Angesichts der Langfristigkeit des dabei unterstellten Prognosehorizontes (10 Jahre und mehr) stellt sich allerdings die Frage, ob die prognostizierten Arbeitsplatzverluste nicht im Rahmen der statistischen Unsicherheit liegen, das heißt möglicherweise genauso gut durch die inhärenten Messfehler beim Kapitalstock und anderen volkswirtschaftlichen Messgrößen liegt.

## Wissenschaftliche Bewertung
Das Österreichische Institut für Wirtschaftsforschung wies 1997 in einer Studie im Auftrag der Arbeiterkammer darauf hin, dass die Einführung der Wertschöpfungsabgabe im Wesentlichen aufkommensneutral sei, da im Gegenzug die Lohnnebenkosten entsprechend gesenkt werden könnten. Dadurch würde eine Verringerung der Arbeitskosten erreicht, die andererseits jedoch durch eine Erhöhung der Kapitalkosten aufgewogen würde. Kapitalintensive Branchen wie z. B. Finanz- und die Energiewirtschaft würden stärker belastet, während z. B. der Handel aus der Umstellung Vorteile ziehen könnte. Ebenso würden Selbstständige belastet, da sie zukünftig auch eine Abgabe quasi für die eigene Arbeitsleistung bezahlen müssten, was vor allem Landwirte und Ein-Mann-Betriebe benachteiligen würde. Generell würde die Einführung der Wertschöpfungsabgabe positive Effekte für die Beschäftigung, aber negative Effekte für den Kapitaleinsatz haben:

„Der gravierendste Nachteil der Einführung einer Wertschöpfungsabgabe liegt darin, daß sie durch die Erhöhung der Kapitalkosten den technischen Fortschritt langfristig bremst und sich damit ungünstig auf Produktivität, Reallohn und Investitionstätigkeit auswirkt. Statisch gesehen ändert sich durch die Umstellung  nur die Abgabenbelastung der Branchen, dynamisch gesehen wird jedoch der Prozeß der Kapitalintensivierung, der Verwirklichung technischer Neuerungen, tendenziell verlangsamt. Der Stimulierung der Beschäftigung durch Senkung der Lohnnebenkosten steht also eine Verlangsamung des Fortschritts von Produktivität und Reallöhnen gegenüber.“